# Fußball-Weltmeisterschaft 2002/Brasilien
Die brasilianische Fußballnationalmannschaft bei der Fußball-Weltmeisterschaft 2002 in Japan und Südkorea:

## Qualifikation
In der südamerikanischen Konföderation wurde die Qualifikation in einer einzigen großen Gruppe ausgespielt, in der sich die ersten vier direkt qualifizierten und der fünfte zwei Entscheidungsspiele gegen den Sieger der Ozeaniengruppe bestreiten musste.
Brasilien hatte erhebliche Schwierigkeiten, sich einen Platz unter den ersten fünf zu sichern. Die meisten Auswärtsspiele gingen verloren. Es gab deutliche Niederlagen gegen Chile (0:3) und Bolivien (1:3). Am Ende schaffte man gerade noch den dritten Platz.
| Kolumbien   | – | Brasilien   | 0:0 |
| Brasilien   | – | Ecuador     | 3:2 |
| Peru        | – | Brasilien   | 0:1 |
| Brasilien   | – | Uruguay     | 1:1 |
| Paraguay    | – | Brasilien   | 2:1 |
| Brasilien   | – | Argentinien | 3:1 |
| Chile       | – | Brasilien   | 3:0 |
| Brasilien   | – | Bolivien    | 5:0 |
| Venezuela   | – | Brasilien   | 0:6 |
| Brasilien   | – | Kolumbien   | 1:0 |
| Ecuador     | – | Brasilien   | 1:0 |
| Brasilien   | – | Peru        | 1:1 |
| Uruguay     | – | Brasilien   | 1:0 |
| Brasilien   | – | Paraguay    | 2:0 |
| Argentinien | – | Brasilien   | 2:1 |
| Brasilien   | – | Chile       | 2:0 |
| Bolivien    | – | Brasilien   | 3:1 |
| Brasilien   | – | Venezuela   | 3:1 |

## Brasilianisches Aufgebot
| Nr.               | Name                | Verein vor WM-Beginn    | Geburtstag | Spiele   | Tore     |          |          |
| Torhüter          | Torhüter            | Torhüter                | Torhüter   | Torhüter | Torhüter | Torhüter | Torhüter |
| ----------------- | ------------------- | ----------------------- | ---------- | -------- | -------- | -------- | -------- |
| 1                 | Marcos              | Palmeiras São Paulo     | 04.08.1973 | 7        | 0        | 0        | 0        |
| 12                | Dida                | Corinthians São Paulo   | 07.10.1973 | 0        | 0        | 0        | 0        |
| 22                | Rogério Ceni        | FC São Paulo            | 22.01.1973 | 0        | 0        | 0        | 0        |
| Abwehrspieler     |                     |                         |            |          |          |          |          |
| 2                 | Cafu                | AS Rom                  | 07.06.1970 | 7        | 0        | 1        | 0        |
| 3                 | Lúcio               | Bayer 04 Leverkusen     | 08.05.1978 | 7        | 0        | 0        | 0        |
| 4                 | Roque Júnior        | AC Mailand              | 31.08.1976 | 6        | 0        | 2        | 0        |
| 5                 | Edmílson            | Olympique Lyon          | 10.07.1976 | 6        | 1        | 0        | 0        |
| 6                 | Roberto Carlos      | Real Madrid             | 10.04.1973 | 6        | 1        | 1        | 0        |
| 13                | Juliano Belletti    | FC São Paulo            | 20.06.1976 | 1        | 0        | 0        | 0        |
| 14                | Ânderson Polga      | Grêmio Porto Alegre     | 09.02.1979 | 2        | 0        | 0        | 0        |
| 16                | Júnior              | AC Parma                | 20.06.1973 | 1        | 1        | 0        | 0        |
| Mittelfeldspieler |                     |                         |            |          |          |          |          |
| 7                 | Ricardinho          | Corinthians São Paulo   | 23.05.1976 | 3        | 0        | 0        | 0        |
| 8                 | Gilberto Silva      | Atlético Mineiro        | 07.10.1976 | 7        | 0        | 1        | 0        |
| 10                | Rivaldo             | FC Barcelona            | 19.04.1972 | 7        | 5        | 0        | 0        |
| 15                | Kléberson           | Athletico Paranaense    | 19.06.1979 | 5        | 0        | 0        | 0        |
| 17                | Denílson            | Betis Sevilla           | 24.08.1977 | 5        | 0        | 1        | 0        |
| 18                | Vampeta             | Corinthians São Paulo   | 13.03.1974 | 1        | 0        | 0        | 0        |
| 19                | Juninho Paulista    | Flamengo Rio de Janeiro | 22.02.1973 | 5        | 0        | 0        | 0        |
| 23                | Kaká                | FC São Paulo            | 22.04.1982 | 1        | 0        | 0        | 0        |
| Stürmer           |                     |                         |            |          |          |          |          |
| 9                 | Ronaldo             | Inter Mailand           | 22.09.1976 | 7        | 8        | 0        | 0        |
| 11                | Ronaldinho          | Paris Saint-Germain     | 21.03.1980 | 5        | 2        | 1        | 1        |
| 20                | Edílson             | Cruzeiro Belo Horizonte | 17.09.1971 | 4        | 0        | 0        | 0        |
| 21                | Luizão              | Grêmio Porto Alegre     | 14.11.1975 | 2        | 0        | 0        | 0        |
| Trainer           |                     |                         |            |          |          |          |          |
|                   | Luiz Felipe Scolari |                         | 09.11.1948 |          |          |          |          |

Anmerkungen: 
- Ricardinho wurde für Kapitän Emerson nachnominiert, der sich am Tag vor dem ersten Spiel der Brasilianer bei einem Trainingsspiel ins Tor gestellt und dabei die Schulter ausgerenkt hatte.
- Der eigentlich eingeplante Djalminha wurde nicht berücksichtigt, da er fünf Tage vor der Nominierung seinem Trainer Javier Irureta bei Deportivo La Coruña einen Kopfstoß versetzte.

## Vorrunde
Brasilien war hoher Favorit in einer Gruppe, die sonst aus Neulingen und Außenseitern bestand. Mit drei Siegen und einem beeindruckenden Torverhältnis von 11:3 belegte man dann auch unangefochten Platz eins. Lediglich das Spiel gegen die Türkei konnte nur durch einen unberechtigten Elfmeter gewonnen werden. Unsportlicher Höhepunkt dieser Gruppe war eine hässliche Schauspieleinlage Rivaldos, dem Hakan Ünsal außerhalb des Spielfelds den Ball ans Bein geschossen hatte. Rivaldo wälzte sich daraufhin schmerzverzerrt am Boden und deutete an, dass er am Kopf getroffen wurde. Der Türke erhielt die Rote Karte, Rivaldo kam für diese Unsportlichkeit mit einer Geldstrafe von 8000 Euro davon.
| Begegnung              | Ergebnis |
| Brasilien – Türkei     | 2:1      |
| Brasilien – China      | 4:0      |
| Costa Rica – Brasilien | 2:5      |

## Finalspiele
Im Achtelfinale setzte man sich mit viel Mühe und etwas Glück gegen Belgien durch. Dann kam das Spiel gegen den Mitfavoriten England, das lange auf des Messers Schneide stand aber am Ende doch gewonnen wurde. Überragender Spieler war dabei Ronaldinho, der das 1:1 mit einem Sololauf vorbereitete und das 2:1 mit einem sehenswerten Freistoß selbst schoss. Im Halbfinale traf man erneut auf die Türkei. Durch ein Tor Ronaldos wurde die Partie entschieden. Brasilien stand im Endspiel. Gegner dort war Deutschland, womit die beiden Mannschaften mit den meisten WM-Spielen erstmals bei einer WM aufeinandertrafen.
Bei strömendem Regen traten beide Mannschaften am 30. Juni 2002 in Yokohama zum Endspiel der Fußballweltmeisterschaft 2002 an. Deutschland hatte zwar mehr Ballbesitz (56 % : 44 %) und mehr Ecken (13:3), die Brasilianer spielten aber die größeren Torchancen heraus, konnten die deutsche Abwehr aber lange nicht überwinden. Erst ein Fehler von Oliver Kahn, der einen nicht allzu scharf geschossenen Ball nicht festhalten konnte, ermöglichte Ronaldo das 1:0. Ronaldo erzielte auch den Treffer zum 2:0-Endstand und Brasilien war Weltmeister und hatte damit auf allen Kontinenten, auf denen bis dahin WM-Endrunden stattfanden je mindestens einmal den Titel gewonnen.
| Begegnung               | Ergebnis |
| Brasilien – Belgien     | 2:0      |
| England – Brasilien     | 1:2      |
| Brasilien – Türkei      | 1:0      |
| Brasilien – Deutschland | 2:0      |

## Sonstiges
- Brasilien ist neben Deutschland die einzige Nationalmannschaft, die dreimal hintereinander ins Endspiel einzog (Deutschland 1982, 1986, 1990; Brasilien 1994, 1998, 2002) und Cafu war der erste Spieler, der in drei WM-Finalen zum Einsatz kam.
- Mit Ronaldo stellte Brasilien zum vierten Mal den WM-Torschützenkönig.
- Brasilien spielte ebenso wie die zweit- und drittplatzierten Mannschaften als erste Mannschaft in sieben Städten.
- Brasilien wurde als bisher einzige Mannschaft mit sieben Siegen Weltmeister.